# Arctur-1

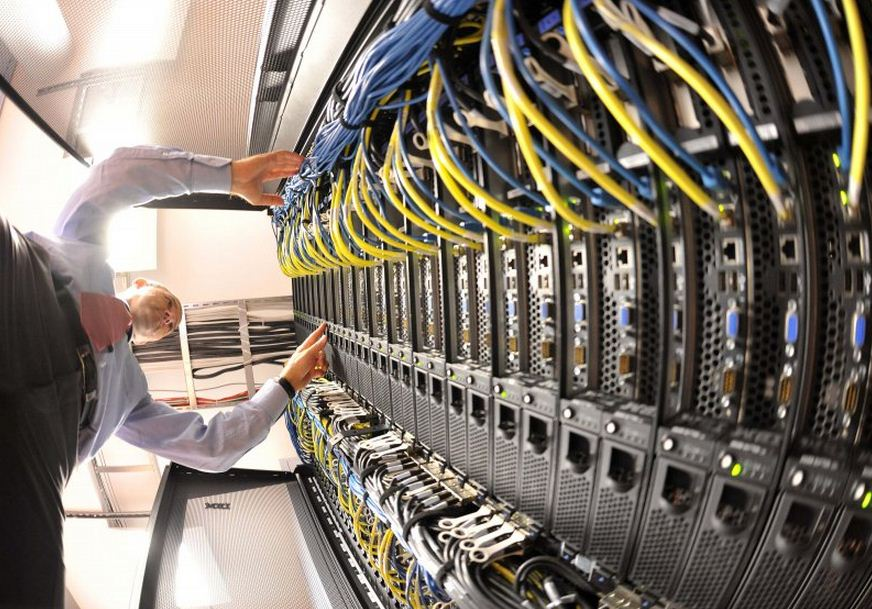
Arctur-1超級電腦

Arctur-1是位於斯洛維尼亞戈賈斯科的超級電腦，用於技術密集產業與研究中，於2010年10月投入運營。於2017年被Arctur-2所取代。
Arctur-1由84個IBM iDataPlex dx360 M3節點構建，每個節點具有兩個Intel Xeon X5650核心（6個核心，時鐘頻率為2,66 GHz），共計1008個核心，2,66 兆位元組內部儲存空間（每核心2,66吉位元組），峰值處理能力達到10 TFlops。計算節點與Infiniband QDR 40 Gbit/s連接，並由Arctur所管理。